# Tychobythinus molarensis
Tychobythinus molarensis Sabella & Grasso, 2011 è un coleottero della famiglia Staphylinidae. Si tratta di una specie troglobia, nuova per la scienza e che per la prima volta è stata raccolta nella Riserva naturale orientata Grotta della Molara a Palermo.
Questa scoperta è di notevole importanza in quanto è la prima segnalazione in Sicilia di un coleottero stafilinide della sottofamiglia Pselaphinae.